# Jiří Müller (bezpartijní politik)
Jiří Müller (* 20. dubna 1954) byl český a československý politik a bezpartijní poslanec Sněmovny lidu Federálního shromáždění za normalizace.

## Biografie
K roku 1986 se zmiňuje profesně jako samostatný referent. Ve volbách roku 1986 zasedl jako bezpartijní poslanec do Sněmovny lidu. (volební obvod č. 128 - Hlučín, Severomoravský kraj). Ve Federálním shromáždění setrval do konce funkčního období, tedy do svobodných voleb roku 1990. Netýkal se ho proces kooptací do Federálního shromáždění po sametové revoluci.